# 新疆阿尔金山国家级自然保护区
新疆阿尔金山国家级自然保护区位于新疆、西藏、青海三省交界处新疆东南隅，阿尔金山西段和昆仑山东支可可西里山之间的库木库勒盆地，界于东经87°10'--91°18'，北纬36°00'--37°49'，面积45000平方公里，包括核心区33124.5平方公里、缓冲区8675.5平方公里、实验区3200平方公里。“阿尔金”在维吾尔语中是“黄金”的意思。保护区内由山峰、冰川、内陆湖泊等诸多地形构成。并伴随大量珍稀野生动植物。1983年阿尔金山自然保护区被批准建立，是世界上第一个高原生态类型的自然保护区，1985年升级为国家级自然保护区，由新疆维吾尔自治区环境保护管理局管理，后移交巴音郭楞蒙古自治州管理。该保护区的主要保护对象是以高原有蹄类野生动物为主的高原荒漠生态系统，代表物种为属于中国国家一级保护动物的青藏高原特有的三大有蹄类动物：藏羚羊、野牦牛和藏野驴。

## 地理概况

### 气候自然带
阿尔金山保护区东临柴达木盆地，南倚昆仑山，和羌塘高原相连，背靠阿尔金山和罗布泊。西抵塔克拉玛干沙漠，平均海拔4500米，水汽难以进入，据测算，该地区大部分区域年降水量仅200mm，而蒸发量高达2000mm。
保护区拥有昆仑山最完整的垂直自然景观带，即高山永久冰雪带、高山寒冻地衣--原始土带、高山寒冷垫状植被--高山荒漠土带、高山寒冷草甸--高山草甸土带、亚高山寒温带草原--草原土带及山地温带荒漠草原--棕钙土带，其中高山草甸土带在昆仑山仅分布于该区域。

### 地貌
保护区周围分布着35座5000m以上的山峰，最高峰为西南角的木孜塔格峰(海拔6973m)。山峰间发育着总面积约880平方公里的现代冰川，成为众多山溪和河流的发源。由于库木库勒盆地是一个封闭性的高原盆地，地表及地下径流向盆地低洼处汇集，因而形成了总面积达1200平方千米的多个高山内流湖。

#### 湖泊
- 阿牙克库木湖：该湖矿化度非常高，鲜见高原湖泊常有的鱼类，因而也少有鸟类出没。湖面积536平方公里，与阿其克库勒湖(352平方公里)和鲸鱼湖(260平方公里)一并成为阿尔金保护区的三大湖泊。

- 鲸鱼湖：鲸鱼湖是保护区内几大湖中唯一由地质考察对命名的湖泊，因形似鲸鱼而得名。湖东部由于大量冰雪融水汇入，使得湖水偏淡而滋生了大量浮游生物，每年吸引大量水鸟前来。

- 阿其克库勒湖

## 科考
由于气候恶劣，人迹罕至，该区域成为世界上少有的地理空白之一，并因此受到中外学者的注意。
1896年8月瑞典探险家斯文·赫定从连赖·库尔间携带21匹马和29头驴子向西藏出发，在两个月时间里，他与8个仆从穿越了该区域，10月当他抵达藏北波仓藏布时，只剩下3匹马和1头驴斯文 赫定在他的《亚洲腹地旅行记》中写到：“每当我看到马的眼睛里流出眼泪的时候，我就知道它不行了。”
俄国探险家普尔热瓦尔斯基涉足该区域后称其为“死亡的土地。”
保护区成立后，1984年由自治区环保局联合中国科学院新疆分院组成了地质、地貌、气象、水文、土壤、植物、兽类、鸟类、昆虫及医学等专业齐全的考察队，共60多人，对保护区内进行了为期两月的科考。

## 动物
根据1984年的综合考察，发现保护区内脊椎动物种爬行类有一种，鸟类39种，兽类25种，高等植物27科96属241种以上，估算高原动物特有种野牦牛有2500头，藏野驴20000头，藏羚羊40000只左右。分布的中国国家一级保护动物除野牦牛、藏野驴和藏羚羊外，还有雪豹、北山羊、黑颈鹤、胡兀鹫、玉带海雕及金雕，二级保护动物有马熊、石貂、猞猁、豺、兔狲、盘羊、岩羊、藏原羚、秃鹫、兀鹫、藏雪鸡、猎隼、红隼等二十余种。

### 人为破坏
湖中生有大量卤虫(高盐度水域中的小型甲壳动物，含有丰富蛋白和脂肪，为多种水鸟所喜)，近年来随着中国水产养殖业的迅速发展，作为虾蟹幼苗饲料的卤虫卵需求量不断攀升，2005年每吨达60万-70万元，从1998年开始，鲸鱼湖成为非法捕捞对象，集中在每年9月，2000年约有3000多人，250艘船只在湖内捕捞。大量人为活动破坏了高原地区脆弱的生物链，而且捕捞人员也经常猎杀过往迁徙候鸟，引发新的生态危机。
从1989年后，大量来自青海、甘肃以及少量新疆采金人员开始涌入保护区采挖黄金，仅1990年非法涌入的采金人员达35000人之多，采金人员以破坏性的开采方式进行掠夺式采伐，随意采挖植被做薪柴，猎杀野生动物做补充食物，使区内生态环境遭到破坏。

### 保护站
- 达依协克帕提保护站 位于祁曼塔格乡。